# Мануела Швезіг
Мануела «Ману» Френцель, у шлюбі Швейзіґ (нім. Manuela Schwesig, нар. Frenzel); 23 травня 1974, Франкфурт-на-Одері) — німецька політична діячка від Соціал-демократичної партії Німеччини (СДПН). Голова земельного відділення партії СДПН, з 4 липня 2017 року — прем'єрка землі Мекленбург-Передня Померанія. У 2013—2017 роках — федеральна міністерка Німеччини у справах сім'ї, літніх громадян, жінок та молоді в третьому уряді Анґели Меркель. З червня до серпня 2019 року тимчасово виконувала обов'язки голови СДПН. Неодноразово звинувачувалася у ЗМІ Німеччини у зв'язках із Штазі.

## Життєпис
Народилася 23 травня 1974 року в місті Франкфурт-на-Одері. Згодом переїхала з батьками та братом у місто Зелов, нині земля Бранденбург.
Одружена, має сина.

## Кар'єра
У 1995 році здобула економічну освіту в Кенігс-Вустерхаузені. Перш ніж піти в політику, працювала співробітницею податкових органів у Шверіні. У федеральній землі Мекленбург-Передня Померанія Швейзіг була міністеркою охорони здоров'я і соціальних справ з 2008 до 2011 року, а з 2011 по 2013 року — міністеркою праці, гендерних і соціальних справ.
У червні 2024 року як Глава Бундесрату Німеччини прибула до Києва з робочим візитом.

## Зв'язки

### Штазі
Мануелу Швезіг було неоднаразово звинувачено в контактах з колишніми співробітниками та агентами таємної політичної поліції Штазі, багато з яких входять до сучасної партії «Ліві». Активні контакти Швезіґ з кадрами Штазі були зафіксовані у 2008—2014 рр. Восени 2021 року Щвезіґ отримала з їх боку підтримку під час виборів керівництва землі Мекленбург-Передня Померанія та обрання її на посаду прем'єр-міністерки землі. Особливо обурило опозицію з боку партії ХДС те, що Мануела Швезіг не приховує ці зв'язкі і навіть не соромиться їх.

### Росія
За даними видання Ostsee Zeitung, Швезіг у 2017—2022 роках регулярно отримувала електронні листи від компанії Nord Stream 2 AG, засновником якої є Газпром. Швезіг, що на той час була прем'єркою федеральної землі Мекленбург-Передня Померанія, за даними журналістів, виконувала вказівки, отримувані з Газпрому. У листах прессекретар Північного потоку-2 Штеффен Еберт давав Мануелі Швезіг вказівки щодо просування російського проєкту у публічному полі та надавав дані про хід будівництва, можливу критику проєкту та запрошував на іміджеві заходи.